# Elisabeth Hedevig von Roepstorff
Elisabeth Hedevig von Roepstorff, gift von Bülow (født 16. september 1698 i Flensborg, død 6. januar 1758 i Kolding) var en dansk adelsdame. Hun blev 29. november 1737 gift med Ludwig Wilhelm von Bülow og samme år fik hun ordenen l'union parfaite.